# Lymnas
Lymnas är ett släkte av fjärilar. Lymnas ingår i familjen Riodinidae.

## Dottertaxa tillLymnas, i alfabetisk ordning[1]
- Lymnas acroleuca
- Lymnas aegates
- Lymnas albugo
- Lymnas alena
- Lymnas ambryllis
- Lymnas andania
- Lymnas araguaya
- Lymnas assimulata
- Lymnas aulonia
- Lymnas auriferax
- Lymnas aurolimbata
- Lymnas aurolutea
- Lymnas barca
- Lymnas bipuncta
- Lymnas boyi
- Lymnas cephise
- Lymnas cercopes
- Lymnas charon
- Lymnas cinaron
- Lymnas corinna
- Lymnas corvina
- Lymnas cratia
- Lymnas cratippa
- Lymnas crenitaenia
- Lymnas cretiplaga
- Lymnas ctesiphon
- Lymnas depompata
- Lymnas dialeuca
- Lymnas dilata
- Lymnas echidna
- Lymnas electron
- Lymnas epijarbas
- Lymnas erythra
- Lymnas flammula
- Lymnas gynaeceas
- Lymnas herellus
- Lymnas herminae
- Lymnas hillapana
- Lymnas hodia
- Lymnas iarbas
- Lymnas impunctata
- Lymnas impura
- Lymnas laticlavia
- Lymnas leucophlegmoides
- Lymnas leucoplegma
- Lymnas lidwina
- Lymnas lilybaeus
- Lymnas limbata
- Lymnas lioba
- Lymnas ludmila
- Lymnas lycea
- Lymnas marathon
- Lymnas melander
- Lymnas melaniae
- Lymnas melantho
- Lymnas melliplaga
- Lymnas melpe
- Lymnas navia
- Lymnas nigrapex
- Lymnas nigretta
- Lymnas ochrogutta
- Lymnas opites
- Lymnas passiena
- Lymnas phya
- Lymnas pixe
- Lymnas pronostriga
- Lymnas pulcherrima
- Lymnas quadriplaga
- Lymnas quadripunctata
- Lymnas rabuscola
- Lymnas sanguinea
- Lymnas seleukia
- Lymnas semiota
- Lymnas serriger
- Lymnas sexpunctata
- Lymnas signata
- Lymnas smithiae
- Lymnas stenotaenia
- Lymnas ubia
- Lymnas unxia
- Lymnas vidali
- Lymnas volusia
- Lymnas xarifa
- Lymnas xenia
- Lymnas xeniades
- Lymnas yeda
- Lymnas zoega